# Домашній чемпіонат Великої Британії
Домашній чемпіонат Великої Британії (англ. British Home Championship) — щорічний міжнародний футбольний турнір що проводився з 1884 по 1984 рік, в якому змагалися збірні Об'єднаного Королівства — Англія, Шотландія, Уельс та Північна Ірландія (до 1950 року — об'єднаної Ірландії).

## Формат і правила

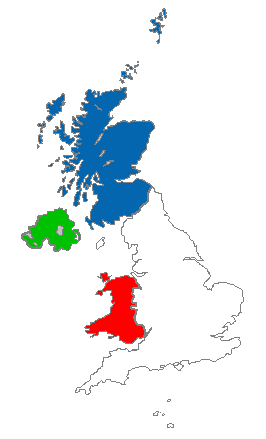
Учасники чемпіонату (з 1950 року):
Англія
Шотландія
Уельс
Північна Ірландія

Кожна збірна грала на турнірі три гри — по одній проти кожного суперника, відповідно в цілому турнір складався з 6 матчів. Дві збірних на турнірі грали по одному домашньому матчу, а дві інших — по два. В наступному сезоні збірні мінялись місцями.
Команда отримала два очки за перемогу, одне за нічию і нуль за поразку. З цих очок складалась турнірна таблиця, лідер якої після завершення всіх шести матчів і оголошувався переможцем. Якщо дві або більше збірних мали однакову кількість очок, то вони розділяли чемпіонський титул між собою. Лише з 1979 року почала враховуватись різниця м'ячів, за якою і визначався переможець при рівній кількості очок.

## Історія
У 1880-ті роки чотири збірних Великої Британії вже мали свої збірні і регулярно грали між собою у товариських зустрічах. Але у чотирьох федерацій правила гри були різними. Тоді домовилися грати за правилами приймаючої сторони. Але ідея виявилася невдалою.
У сезоні 1883/1884 пройшов перший офіційний турнір збірних. 26 січня 1884 року в Белфасті на стадіоні «Ольстер Граунд» зустрілися ірландці та шотландці. Гості легко перемогли з рахунком 5-0. 9 лютого в Рексхемі Уельс переміг Ірландію 6-0. Але переможець першого турніру визначався в матчі Шотландії і Англії, які виграли обидві зустрічі. 15 березня 1884 року в Глазго Шотландія перемогла 1-0 завдяки голу Джона Сміта. У наступних трьох розіграшах також перемагала Шотландія.
5 квітня 1902 року на матчі Шотландія-Англія на стадіоні «Айброкс» після закінчення 6-ї хвилини обвалилася Західна трибуна стадіону. 26 людей загинуло, а 517 було поранено.

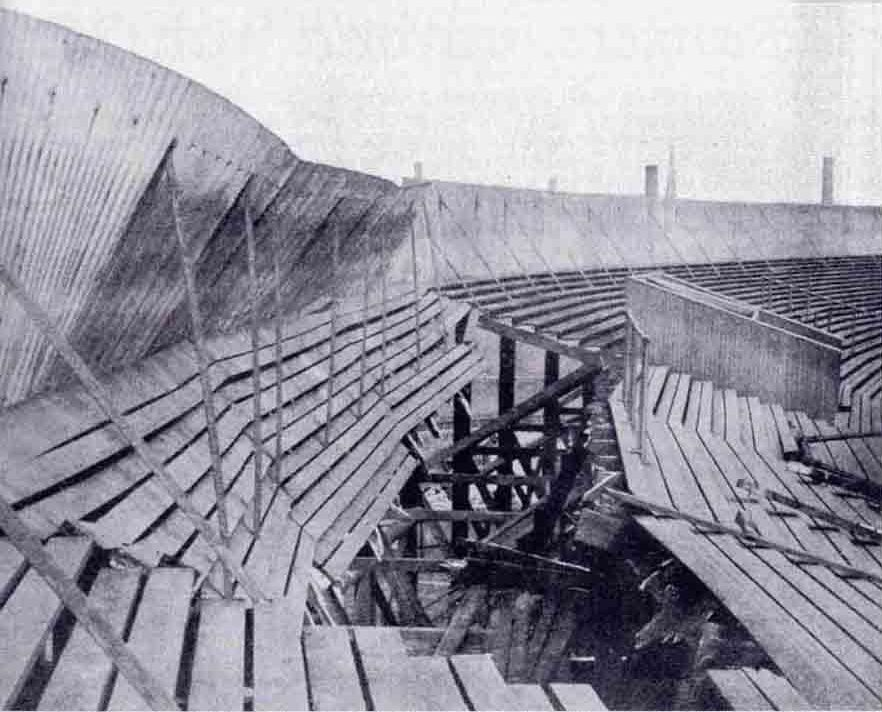
Обвалена трибуна на стадіоні «Айброкс» у місті Глазго (Шотландія)

До Першої світової війни Шотландія одноосібно виграла 10 чемпіонатів, а Англія — 13. По одному разу одноосібно вигравали Уельс та Ірландія.
Перше десятиліття після війни Англія не могла виграти чемпіонат: 6 раз виграли шотландці, 3 — валлійці, і лише в одному турнірі Англія поділила перше місце.
У 1930-ті роки домінував Уельс, який тричі одноосібно перемагав на турнірі.
Матчі викликали величезний інтерес у вболівальників: так, на матчі між Шотландією та Англією, що відбувся 13 травня 1937 року на стадіоні «Хемпден Парк» і завершився з рахунком 3:1, зібралося 149 547 глядачів.
Як і під час Першої світової війні, з початком Другої у 1939 році, міжнародні футбольні матчі в Великій Британії були припинені. Відновлення міжнародних матчів відбулося аж 1946 року.
Після війни значення чемпіонату зросло — він став кваліфікаційним раундом до чемпіонатів світу 1950 та 1954 років.
У 1956 році на турнірі сталася унікальна ситуація — всі чотири збірні набрали по три очки. А так як в той час різницю м'ячів ще не враховували, то всі вони стали переможцями турніру.
У 1967 році збірна Шотландії перемогла тодішніх чемпіонів світу — англійців з рахунком 3-2 і була проголошена шотландцями неофіційним чемпіоном світу.
У 1981 році турнір не був завершений через конфлікт у Північній Ірландії.
Остання гра турніру відбулася 26 травня 1984 року між Англією та Шотландією. Після цього Футбольна асоціація Англії оголосила, що не може знайти місця для Домашнього чемпіонату в графіку ігор і відмовилася від нього.
На зміну закритому турніру прийшов Кубок Роуза, заснований 1985 року.
З моменту закриття турніру лунало багато пропозицій, щоб відродити Домашній чемпіонат Великої Британії, зважаючи на ріст відвідуваності та значний спад, пов'язаної з футбольним насильством в Британії. Шотландія, Уельс і Північна Ірландія довгий час були зацікавлені в ідеї відновлення, але англійці відмовляли, посилаючись на перевантаження графіку матчів.
Таким чином, Шотландська футбольна асоціація, Футбольна асоціація Уельсу, Ірландська футбольна асоціація та Футбольна асоціація Ірландії домовилися про організацію власного турніру — Кубку націй, схожого на Домашній чемпіонат Великої Британії, перший турнір якого пройшов 2011 року.

## Статистика
| Сезон     | Переможець                                            | 2-ге місце                                            | 3-ге місце                                            | 4-ге місце                                            |
| --------- | ----------------------------------------------------- | ----------------------------------------------------- | ----------------------------------------------------- | ----------------------------------------------------- |
| 1883-1884 | Шотландія                                             | Англія                                                | Уельс                                                 | Ірландія                                              |
| 1884-1885 | Шотландія                                             | Англія                                                | Уельс                                                 | Ірландія                                              |
| 1885-1886 | Шотландія                                             | Англія                                                | Уельс                                                 | Ірландія                                              |
| 1886-1887 | Шотландія                                             | Англія                                                | Ірландія                                              | Уельс                                                 |
| 1887-1888 | Англія                                                | Шотландія                                             | Уельс                                                 | Ірландія                                              |
| 1888-1889 | Шотландія                                             | Англія                                                | Уельс                                                 | Ірландія                                              |
| 1889-1890 | Шотландія                                             | Англія                                                | Уельс                                                 | Ірландія                                              |
| 1890-1891 | Англія                                                | Шотландія                                             | Ірландія                                              | Уельс                                                 |
| 1891-1892 | Англія                                                | Шотландія                                             | Уельс                                                 | Ірландія                                              |
| 1892-1893 | Англія                                                | Шотландія                                             | Ірландія                                              | Уельс                                                 |
| 1893-1894 | Шотландія                                             | Англія                                                | Уельс                                                 | Ірландія                                              |
| 1894-1895 | Англія                                                | Шотландія                                             | Уельс                                                 | Ірландія                                              |
| 1895-1896 | Шотландія                                             | Англія                                                | Уельс                                                 | Ірландія                                              |
| 1896-1897 | Шотландія                                             | Англія                                                | Ірландія                                              | Уельс                                                 |
| 1897-1898 | Англія                                                | Шотландія                                             | Ірландія                                              | Уельс                                                 |
| 1898-1899 | Англія                                                | Шотландія                                             | Ірландія                                              | Уельс                                                 |
| 1899-1900 | Шотландія                                             | Уельс                                                 | Англія                                                | Ірландія                                              |
| 1900-1901 | Англія                                                | Шотландія                                             | Уельс                                                 | Ірландія                                              |
| 1901-1902 | Шотландія                                             | Англія                                                | Ірландія                                              | Уельс                                                 |
| 1902-1903 | Шотландія                                             | Англія                                                | Ірландія                                              | Уельс                                                 |
| 1903-1904 | Англія                                                | Ірландія                                              | Шотландія                                             | Уельс                                                 |
| 1904-1905 | Англія                                                | Уельс                                                 | Шотландія                                             | Ірландія                                              |
| 1905-1906 | Шотландія                                             | Англія                                                | Уельс                                                 | Ірландія                                              |
| 1906-1907 | Уельс                                                 | Англія                                                | Шотландія                                             | Ірландія                                              |
| 1907-1908 | Шотландія                                             | Англія                                                | Ірландія                                              | Уельс                                                 |
| 1908-1909 | Англія                                                | Уельс                                                 | Шотландія                                             | Ірландія                                              |
| 1909-1910 | Шотландія                                             | Англія                                                | Ірландія                                              | Уельс                                                 |
| 1910-1911 | Англія                                                | Шотландія                                             | Уельс                                                 | Ірландія                                              |
| 1911-1912 | Шотландія                                             | Англія                                                | Ірландія                                              | Уельс                                                 |
| 1912-1913 | Англія                                                | Шотландія                                             | Уельс                                                 | Ірландія                                              |
| 1913-1914 | Ірландія                                              | Шотландія                                             | Англія                                                | Уельс                                                 |
| 1914-1919 | Турнір не проводився через Першу світову війну        | Турнір не проводився через Першу світову війну        | Турнір не проводився через Першу світову війну        | Турнір не проводився через Першу світову війну        |
| 1919-1920 | Уельс                                                 | Шотландія                                             | Англія                                                | Ірландія                                              |
| 1920-1921 | Шотландія                                             | Уельс                                                 | Англія                                                | Ірландія                                              |
| 1921-1922 | Шотландія                                             | Уельс                                                 | Англія                                                | Ірландія                                              |
| 1922-1923 | Шотландія                                             | Англія                                                | Ірландія                                              | Уельс                                                 |
| 1923-1924 | Уельс                                                 | Шотландія                                             | Ірландія                                              | Англія                                                |
| 1924-1925 | Шотландія                                             | Англія                                                | Уельс                                                 | Ірландія                                              |
| 1925-1926 | Шотландія                                             | Ірландія                                              | Уельс                                                 | Англія                                                |
| 1926-1927 | Шотландія                                             | Англія                                                | Уельс                                                 | Ірландія                                              |
| 1927-1928 | Уельс                                                 | Ірландія                                              | Шотландія                                             | Англія                                                |
| 1928-1929 | Шотландія                                             | Англія                                                | Уельс                                                 | Ірландія                                              |
| 1929-1930 | Англія                                                | Шотландія                                             | Ірландія                                              | Уельс                                                 |
| 1930-1931 | Шотландія                                             | Англія                                                | Уельс                                                 | Ірландія                                              |
| 1931-1932 | Англія                                                | Шотландія                                             | Ірландія                                              | Уельс                                                 |
| 1932-1933 | Уельс                                                 | Шотландія                                             | Англія                                                | Ірландія                                              |
| 1933-1934 | Уельс                                                 | Англія                                                | Ірландія                                              | Шотландія                                             |
| 1934-1935 | Шотландія                                             | Англія                                                | Уельс                                                 | Ірландія                                              |
| 1935-1936 | Шотландія                                             | Уельс                                                 | Англія                                                | Ірландія                                              |
| 1936-1937 | Уельс                                                 | Шотландія                                             | Англія                                                | Ірландія                                              |
| 1937-1938 | Англія                                                | Шотландія                                             | Ірландія                                              | Уельс                                                 |
| 1938-1939 | Шотландія                                             | Уельс                                                 | Англія                                                | Ірландія                                              |
| 1939-1946 | Турнір не проводився через Другу світову війну        | Турнір не проводився через Другу світову війну        | Турнір не проводився через Другу світову війну        | Турнір не проводився через Другу світову війну        |
| 1946-1947 | Англія                                                | Ірландія                                              | Шотландія                                             | Уельс                                                 |
| 1947-1948 | Англія                                                | Уельс                                                 | Ірландія                                              | Шотландія                                             |
| 1948-1949 | Шотландія                                             | Англія                                                | Уельс                                                 | Ірландія                                              |
| 1949-1950 | Англія                                                | Шотландія                                             | Уельс                                                 | Ірландія                                              |
| 1950-1951 | Шотландія                                             | Англія                                                | Уельс                                                 | Північна Ірландія                                     |
| 1951-1952 | Уельс                                                 | Англія                                                | Шотландія                                             | Північна Ірландія                                     |
| 1952-1953 | Шотландія                                             | Англія                                                | Уельс                                                 | Північна Ірландія                                     |
| 1953-1954 | Англія                                                | Шотландія                                             | Північна Ірландія                                     | Уельс                                                 |
| 1954-1955 | Англія                                                | Шотландія                                             | Уельс                                                 | Північна Ірландія                                     |
| 1955-1956 | Шотландія                                             | Уельс                                                 | Англія                                                | Північна Ірландія                                     |
| 1956-1957 | Англія                                                | Шотландія                                             | Уельс                                                 | Північна Ірландія                                     |
| 1957-1958 | Англія                                                | Північна Ірландія                                     | Шотландія                                             | Уельс                                                 |
| 1958-1959 | Англія                                                | Північна Ірландія                                     | Шотландія                                             | Уельс                                                 |
| 1959-1960 | Шотландія                                             | Уельс                                                 | Англія                                                | Північна Ірландія                                     |
| 1960-1961 | Англія                                                | Уельс                                                 | Шотландія                                             | Північна Ірландія                                     |
| 1961-1962 | Шотландія                                             | Уельс                                                 | Англія                                                | Північна Ірландія                                     |
| 1962-1963 | Шотландія                                             | Англія                                                | Уельс                                                 | Північна Ірландія                                     |
| 1963-1964 | Шотландія                                             | Англія                                                | Північна Ірландія                                     | Уельс                                                 |
| 1964-1965 | Англія                                                | Уельс                                                 | Шотландія                                             | Північна Ірландія                                     |
| 1965-1966 | Англія                                                | Північна Ірландія                                     | Шотландія                                             | Уельс                                                 |
| 1966-1967 | Шотландія                                             | Англія                                                | Уельс                                                 | Північна Ірландія                                     |
| 1967-1968 | Англія                                                | Шотландія                                             | Уельс                                                 | Північна Ірландія                                     |
| 1968-1969 | Англія                                                | Шотландія                                             | Північна Ірландія                                     | Уельс                                                 |
| 1969-1970 | Шотландія                                             | Уельс                                                 | Англія                                                | Північна Ірландія                                     |
| 1970-1971 | Англія                                                | Північна Ірландія                                     | Уельс                                                 | Шотландія                                             |
| 1971-1972 | Шотландія                                             | Англія                                                | Північна Ірландія                                     | Уельс                                                 |
| 1972-1973 | Англія                                                | Північна Ірландія                                     | Шотландія                                             | Уельс                                                 |
| 1973-1974 | Шотландія                                             | Англія                                                | Уельс                                                 | Північна Ірландія                                     |
| 1974-1975 | Англія                                                | Шотландія                                             | Північна Ірландія                                     | Уельс                                                 |
| 1975-1976 | Шотландія                                             | Англія                                                | Уельс                                                 | Північна Ірландія                                     |
| 1976-1977 | Шотландія                                             | Уельс                                                 | Англія                                                | Північна Ірландія                                     |
| 1977-1978 | Англія                                                | Уельс                                                 | Шотландія                                             | Північна Ірландія                                     |
| 1978-1979 | Англія                                                | Уельс                                                 | Шотландія                                             | Північна Ірландія                                     |
| 1979-1980 | Північна Ірландія                                     | Англія                                                | Уельс                                                 | Шотландія                                             |
| 1980-1981 | Не був завершений через конфлікт у Північній Ірландії | Не був завершений через конфлікт у Північній Ірландії | Не був завершений через конфлікт у Північній Ірландії | Не був завершений через конфлікт у Північній Ірландії |
| 1981-1982 | Англія                                                | Шотландія                                             | Уельс                                                 | Північна Ірландія                                     |
| 1982-1983 | Англія                                                | Шотландія                                             | Північна Ірландія                                     | Уельс                                                 |
| 1983-1984 | Північна Ірландія                                     | Уельс                                                 | Англія                                                | Шотландія                                             |

|  | Розділена перемога |

### Сумарні дані
| Збірна                      | Ігри | Перемоги | Нічиї | Поразки | Забито | Пропущено | Очки |
| --------------------------- | ---- | -------- | ----- | ------- | ------ | --------- | ---- |
| Англія                      | 266  | 161      | 56    | 49      | 661    | 282       | 378  |
| Шотландія                   | 267  | 141      | 57    | 69      | 574    | 342       | 339  |
| Уельс                       | 266  | 70       | 62    | 134     | 360    | 545       | 202  |
| Ірландія/ Північна Ірландія | 265  | 48       | 49    | 168     | 284    | 710       | 145  |

### Перемоги
- 54 перемоги:  Англія (а також 20 розділених перемог)
- 41 перемога  Шотландія (а також 17 розділених перемог)
- 12 перемог  Уельс (а також 5 розділених перемог)
- 8 перемог  Ірландія/ Північна Ірландія (а також 6 розділених перемог)